# Bomere Heath
Bomere Heath – wieś w Anglii, w hrabstwie Shropshire. Leży 8 km na północ od miasta Shrewsbury i 230 km na północny zachód od Londynu.